# 杨建忠
杨建忠（1965年—），河北徐水人，汉族，中华人民共和国政治人物、第十二届全国人民代表大会河北地区代表。
毕业于北京航空航天大学软件学院，加入中国共产党，担任巨力集团股份有限公司董事长。2008年起担任全国人大代表。2013年，被选为全国人大代表。